# Shin'ya Tomita
Shin'ya Tomita (冨田 晋矢?, Tomita Shin'ya; Prefettura di Kyoto, 8 maggio 1980) è un ex calciatore giapponese, di ruolo centrocampista.